# North Augusta
North Augusta es una ciudad ubicada en el condado de Aiken en el estado estadounidense de Carolina del Sur. La ciudad en el año 2000 tiene una población de 17.574 habitantes en una superficie de 45.5 km², con una densidad poblacional de 494.4 personas por km². 
Entre el 21 al 23 de abril de 2006, North Augusta celebró su 100 aniversario.

## Geografía
North Augusta se encuentra ubicada en las coordenadas 33°30′47″N 81°57′46″O / 33.51306, -81.96278. Según la Oficina del Censo, la ciudad tiene un área total de 45,5 km² (17,6 mi²), de la cual 44,6 km² (17,2 mi²) es tierra y 0,9 km² (0,3 mi²) (2.05%) es agua.

## Demografía
En el 2000 la renta per cápita promedia del hogar era de $45.600, y el ingreso promedio para una familia era de $58.472. El ingreso per cápita para la localidad era de $23.099. En 2000 los hombres tenían un ingreso per cápita de $42.089 contra $28.790 para las mujeres. Alrededor del 11.0% de la población estaba bajo el umbral de pobreza nacional. 

### Localidades adyacentes
El siguiente diagrama muestra a las localidades en un radio de 12 kilómetros (7,5 mi) de North Augusta.